# Letlhakeng
Letlhakeng est une ville de l'ouest du Botswana qui fait partie du District de Kweneng.
Lors du recensement de 2011, Letlhakeng comptait 7 229 habitants.